# Gerichtsorganisation in Berlin

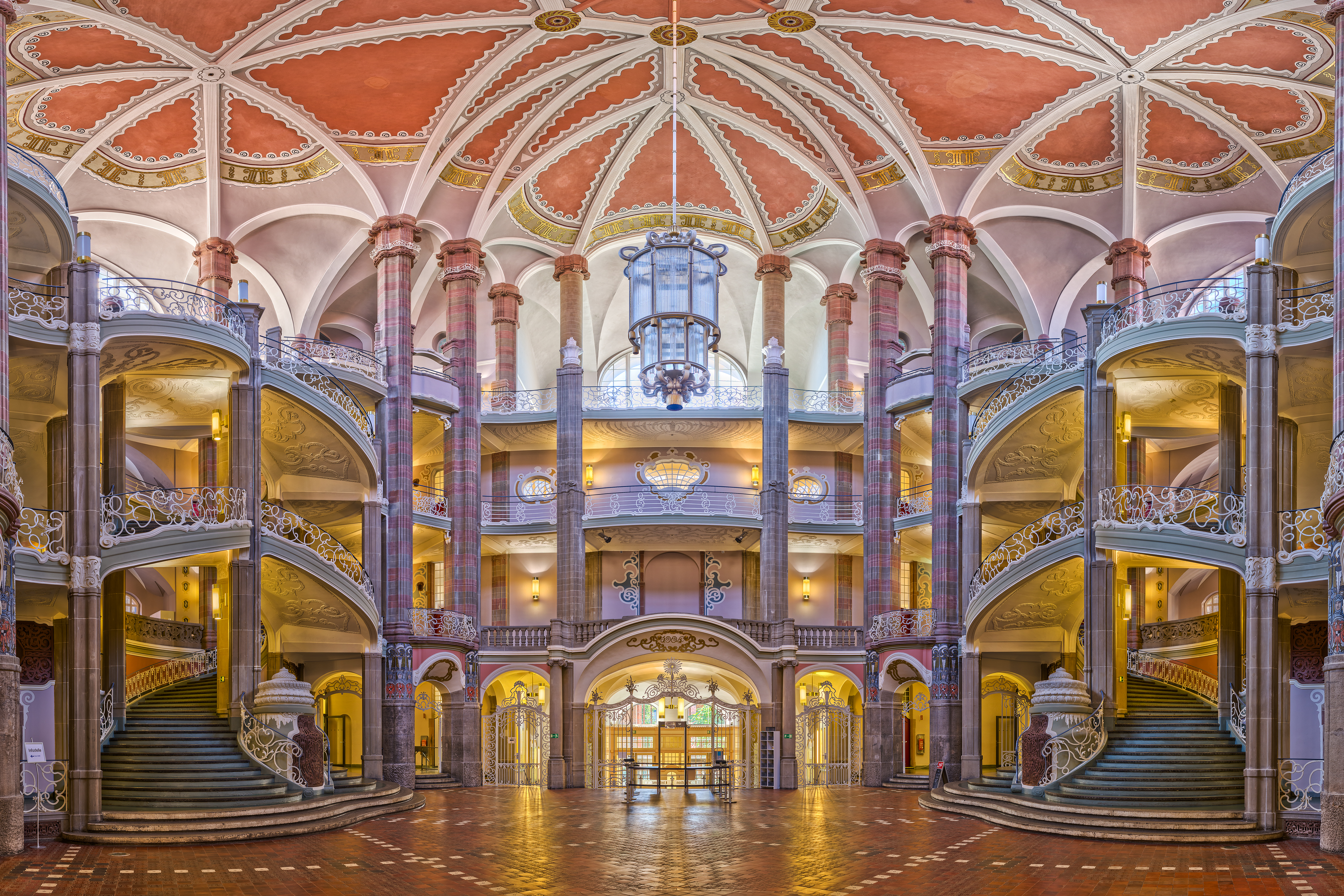
Eingangshalle des Landgerichts Berlin, 2016

Die Gerichtsorganisation in Berlin beschreibt die geschichtliche Entwicklung der Justiz in Berlin.
Im Land Berlin nehmen Gerichte als staatliche Organe der Judikative Aufgaben der Rechtsprechung wahr.
Nicht dargestellt sind die in Berlin ansässigen Gerichte für ganz Preußen bzw. Deutschland.

## Preußen (1849–1879)
Mit Königlicher Verordnung vom 2. Januar 1849 wurden die Gerichtsstandsprivilegien und Patrimonialgerichte aufgehoben und die Gerichtsstruktur in der Provinz Brandenburg neu geordnet. In Alt-Berlin entstand nun als Eingangsgericht das Stadtgericht Berlin für den Stadtkreis Berlin und das Kreisgericht Berlin als Kreisgericht für die Berliner Vororte. Es ergab sich damit die Besonderheit, dass das Kreisgericht Berlin außerhalb seines eigentlichen Gerichtsbezirks lag. Zuständiges Appellationsgericht für beide blieb das Kammergericht.

## Reichsjustizgesetze (1879–1933)
Mit Inkrafttreten des Gerichtsverfassungsgesetzes im Jahr 1879 bestanden zwei Berliner Landgerichte: das Landgericht I für den Stadtkreis, das Landgericht II für das Umland. Darunter waren 14 Amtsgerichte eingerichtet: Alt-Landsberg, Berlin (II), Bernau, Charlottenburg, Cöpenick, Königs-Wusterhausen, Liebenwalde, Mittenwalde, Nauen, Oranienburg, Rixdorf, Berlin-Spandau, Strausberg, Zossen. 1906 erfolgte die Aufteilung in Landgericht I (für den Bezirk des Amtsgerichts Mitte), Landgericht II (südliches Umland) und Landgericht III, außerdem wurden die Amtsgerichte Berlin-Wedding, Berlin-Schöneberg, Groß-Lichterfelde, Lichtenberg, Neu-Weißensee und Pankow errichtet.
Im Jahr 1920 wurden die Landgerichte II und III aufgrund der Zusammenfassung verschiedener Gemeinden zu Groß-Berlin (flächenmäßig etwa dem heutigen Stadtstaat entsprechend) für weitere Teile der Stadt zuständig. In Groß-Berlin bestanden so zwölf Amtsgerichte:
- Im Bezirk des Landgerichts Berlin I das Amtsgericht Berlin-Mitte (ehemals: Berlin I),
- im Bezirk des Landgerichts Berlin II die fünf Amtsgerichte Berlin-Tempelhof (ehemals: Berlin II), Berlin-Schöneberg, Berlin-Lichterfelde, Neukölln (ehemals: Rixdorf) und Cöpenick,
- im Bezirk des Landgerichts Berlin III die sechs Amtsgerichte Charlottenburg, Spandau, Berlin-Wedding, Berlin-Lichtenberg, Pankow und Weißensee.

Alle Strafkammern der drei Landgerichte waren im Kriminalgericht Moabit eingerichtet.
Im Juli 1933 legte der kommissarische preußische Justizminister Hanns Kerrl die drei Landgerichte zum einheitlichen Landgericht Berlin zusammen. Zum ersten Präsidenten des Landgerichtes Berlin ernannte er Richard Hoffmann, bis Mai 1933 Rechtsanwalt in Magdeburg.
Außerhalb der ordentlichen Gerichtsbarkeit entstanden als Fachgerichte
- aufgrund der Reichsabgabenordnung 1921 das Finanzgericht beim Landesfinanzamt Berlin[6] (Alt-Moabit 144),
- aufgrund des Arbeitsgerichtsgesetzes 1927 das Landesarbeitsgericht beim Landgericht Berlin I mit Arbeitsgericht[7] (zuvor Gewerbegericht; Zimmerstraße 90).

## Neuaufbau (1945)

### Ordentliche Gerichtsbarkeit
Mit der Besetzung Berlins begann die sowjetische Siegermacht mit dem Wiederaufbau eines Gerichtswesens. Der sowjetische Stadtkommandant, Generaloberst Nikolai Erastowitsch Bersarin, befahl am 18. Mai 1945 die Bildung je eines Bezirksgerichtes je Bezirk der Stadt Berlin. Diese sollten den jeweiligen sowjetischen Bezirkskommandanten direkt unterstellt sein. Als „Bezirksgerichtsdirektoren“ wurden überwiegend Personen ohne Befähigung zum Richteramt gewählt; entscheidend war die Distanz der neuen Richter zum nationalsozialistischen Staat. Am 25. Mai 1945 kam es zu einer Versammlung der ernannten Bezirksgerichtspräsidenten, Bezirkskommandanten und General Bersarin im Gebäude des nur gering zerstörten AG Lichtenberg. Bersarin wies die Anwesenden an, bis zum 1. Juni 1945 den Gerichtsbetrieb aufzunehmen. So entstanden anstelle der bisherigen 12 Amtsgerichte 21 Bezirksgerichte. Je Gericht wurde eine Staatsanwaltschaft gebildet und je zwei Rechtsanwälte zugelassen. Diese Gerichte hatten die Aufgaben eines Eingangsgerichtes in Zivil- wie in Strafsachen (das Kriminalgericht Moabit war nicht wieder eingerichtet worden). Daneben hatten die Bezirksgerichte (die in der Folge auch als Amtsgerichte bezeichnet wurden) auch zusätzliche Aufgaben im Bereich der freiwilligen Gerichtsbarkeit, da keine Notare ernannt wurden.
Es entstanden folgende erstinstanzliche Gerichte:
| Amts- bzw. Bezirksgericht | Bezirk          | Gerichtsadresse            | Sektor | Aufgegangen in                                  |
| ------------------------- | --------------- | -------------------------- | ------ | ----------------------------------------------- |
| Charlottenburg            | Charlottenburg  | Amtsgerichtsplatz 1        |        | 0                                               |
| Friedenau                 | Friedenau       | Lauterstraße 20 (Rathaus)  |        | AG Schöneberg                                   |
| Friedrichshain            | Friedrichshain  | Frankfurter Allee 23       |        | AG Berlin-Mitte                                 |
| Köpenick                  | Köpenick        | Kirdorfplatz 6             |        | 0                                               |
| Kreuzberg                 | Kreuzberg       | Gneisenaustraße 7          |        | AG Tempelhof                                    |
| Lichtenberg               | Lichtenberg     | Wagnerplatz 1              |        | 0                                               |
| Mitte                     | Mitte           | Neue Friedrichstraße 12/15 |        | 0                                               |
| Neukölln                  | Neukölln        | Emser Straße 137           |        | 0                                               |
| Pankow                    | Pankow          | Kissingenstraße 6          |        | 0                                               |
| Prenzlauer Berg           | Prenzlauer Berg | Hosemannstraße 14          |        | AG Mitte                                        |
| Reinickendorf             | Reinickendorf   | Flottenstraße 29/42        |        | AG Wedding                                      |
| Schöneberg                | Schöneberg      | Elßholzstraße 32           |        | 0                                               |
| Spandau                   | Spandau         | Potsdamer Straße 18 und 34 |        | 0                                               |
| Steglitz (Lichterfelde)   | Steglitz        | Ringstraße 9               |        | blieb zunächst erhalten, 1973 zum AG Schöneberg |
| Tempelhof                 | Tempelhof       | Dorfstraße 19/20           |        | 0                                               |
| Tiergarten                | Tiergarten      | Turmstraße 91              |        | blieb als einziges neues AG erhalten            |
| Treptow                   | Treptow         | Am Treptower Platz 32      |        | AG Köpenick                                     |
| Wedding                   | Wedding         | Brunnenplatz 1             |        | 0                                               |
| Weißensee                 | Weißensee       | Parkstraße 1               |        | 0                                               |
| Wilmersdorf               | Wilmersdorf     | Kaiserallee 35             |        | AG Charlottenburg                               |
| Zehlendorf                | Zehlendorf      | Argentinische Allee 4      |        | blieb zunächst erhalten, 1973 zum AG Schöneberg |

Als Obergericht wurde ein Stadtgericht Berlin eingerichtet. Dieses bestand aus drei Kammern mit jeweils drei Richtern. Dieses nahm seinen Sitz nicht im Kammergerichtsgebäude, sondern im Gebäude des Amtsgerichts Berlin-Mitte. Auch personell bestand keine Kontinuität zum Kammergericht. Der letzte Kammergerichtspräsident, Johannes Block war von den Sowjets verhaftet worden und blieb seitdem „verschwunden“. Am 20. Mai 1945 wurde stattdessen der Professor der Pharmazie Arthur Kanger als Stadtgerichtsdirektor eingesetzt.
Mit dem Einmarsch der Amerikaner in den Amerikanischen Sektor am 4. Juli 1945 bildeten diese das Landgericht Berlin II mit Sitz in der Argentinischen Allee 4–6 in Berlin-Zehlendorf. Direktor dieses Landgerichtes wurde Siegfried Loewenthal, bis 1933 Landgerichtspräsident in Oels.
Auch die Briten sahen ein „eigenes“ Obergericht vor und ernannten Wagin zum Präsidenten der Gerichte im Britischen Sektor.
Diese Teilung der Gerichtsorganisation wurde nach kurzer Zeit aufgehoben. Auf ihrer 12. Sitzung beschloss die Alliierte Kommandantur am 27. September 1945 die Gerichtsstruktur der besetzten Stadt. Man kehrte hierbei zu der traditionellen Aufteilung mit drei Instanzen zurück; es wurden 14 Amtsgerichte gebildet; darüber stand das Landgericht Berlin und das Kammergericht. Arthur Kanger wurde Kammergerichtspräsident, Loewenthal und Wagin Stellvertreter.

### Alliierte Gerichtsbarkeit
Aufgrund der Besatzung hatte die alliierte Gerichtsbarkeit Vorrang vor der deutschen Gerichtsbarkeit. Zunächst durch Militärgerichte ausgeübt (in Ost-Berlin bis 1955), ging sie für die West-Sektoren 1949/1950 auf die Alliierte Hohe Kommission (AHK)/Alliierte Kommandantura Berlin (AKB) über. Während mit den Pariser Verträgen 1955 die Vorschriften des Besatzungsstatuts für Westdeutschland endeten, blieben die Gerichte der Westalliierten für Berlin bis 1989 bestehen. Allerdings kamen sie nur selten zum Einsatz (Beispiel USA: Flugzeugentführung von Danzig 1978/1979; Großbritannien: Ekkehard Weil 1970/1971; Frankreich: Flugzeugentführung von Warschau 1969).

### Verwaltungsgerichtsbarkeit
Am 8. Oktober 1945 beschloss der Magistrat ein Stadtverwaltungsgericht zu errichten, die Alliierte Kommandantur lehnte dies jedoch ab. Die amerikanische Militärregierung ordnete am 19. November 1945 die Einrichtung von Stadtverwaltungsgerichten und einem Bezirksverwaltungsgericht für den Amerikanischen Sektor ab. Am 15. Dezember 1945 folgten die Briten diesem Schritt. Nach Protesten der Sowjets einigte sich die Alliierte Kommandantur am 10. Mai 1946 darauf, dass Verwaltungsgerichte eingerichtet werden durften aber nicht mussten. Diese sollten aber der Justizverwaltung und nicht dem Innensenator unterstehen. Auch wenn das Kontrollratsgesetz Nr. 36 die Einrichtung von Verwaltungsgerichten in ganz Deutschland vorsah, bildeten Sowjets und Franzosen keine Verwaltungsgerichte in ihren Sektoren.

### Arbeitsgerichtsbarkeit
Gemäß Kontrollratsgesetz 21 sollten in Deutschland Arbeitsgerichte errichtet werden. Mit Verordnung vom 13. April 1946 wurde das Landesarbeitsgericht Berlin eingerichtet.

### Justizverwaltung
Die Alliierten hatten festgelegt, dass die Justizhoheit ausschließlich bei ihnen lag. Daher konnte in der Stadtverwaltung keine Justizverwaltung aufgebaut werden. Diese Funktion nahm daher das Kammergericht selbst vor.

## Teilung Berlins (1945–1990)
Die Teilung Berlins wurde spätestens mit der Spaltung der Berliner Stadtverordnetenversammlung im September 1948 wirksam. Die Spaltung der Justiz war damit zwar vorgezeichnet, sollte aber erst einige Monate später erfolgen. Die Justiz, die ja nicht dem Magistrat, sondern der durch die sowjetische Obstruktionspolitik handlungsunfähige Alliierten Kommandantur unterstand, hatte sich auch im Ostsektor ein gewisses Maß an Unabhängigkeit bewahrt. So waren in Ost-Berlin im Gegensatz zur SBZ keine Volksrichter eingesetzt worden.
Die Spaltung des Kammergerichts begann mit einer Affäre um den Vizepräsidenten des Berliner Landgerichts Jakob Blasse. Dieser wurde nach Bereicherungsvorwürfen von Kammergerichtspräsidenten Georg Strucksberg am 8. November 1948 suspendiert. Während die drei Westmächte dessen Position stützten, befahl der sowjetische Gerichtsoffizier dessen Wiedereinsetzung. Mit der Begründung, dass eine solche Anweisung nur von allen vier Mächten gemeinsam erteilt werden könne, verweigerte der Präsident des Landgerichts Siegfried Loewenthal diesen Befehl am 4. Februar 1949. Nach der Drohung mit Verhaftung und mit stillschweigender Unterstützung durch die Westalliierten verlegte Kammergerichtspräsident Strucksberg den Sitz des Kammergerichts am 5. Februar 1949 in das Yorckhaus am Fehrbelliner Platz in West-Berlin. Die weitaus überwiegende Zahl der Richter setzte dort seine Arbeit fort. Von den elf Senatspräsidenten entschieden sich zehn für die Weiterarbeit im Yorckhaus.
Am 16. Februar ernannten die Sowjets Hans Freund zum neuen Kammergerichtspräsidenten, was wiederum im Westen nicht anerkannt wurde. Die Spaltung der Justiz war erfolgt.
Die Gerichtsorganisation in den beiden Teilen der Stadt blieb ansonsten zunächst unverändert. Im Westen wurde am 14. Mai 1949 das kleine Besatzungsstatut erlassen. Dies war die Grundlage zum Aufbau einer Justizverwaltung.

### West-Berlin
Die Struktur der Gerichtsorganisation in West-Berlin war relativ stabil. Mit dem Gesetz über die Zusammenlegung der Amtsgerichte Lichterfelde, Schöneberg und Zehlendorf vom 13. Juli 1973 wurden die Amtsgerichte Lichterfelde und Zehlendorf aufgehoben.
Als besondere Verwaltungsgerichte entstanden 1954 das Sozial- und das Landessozialgericht Berlin.

### Ost-Berlin
In der DDR wurde 1952 eine neue Gerichtsstruktur eingeführt. Ost-Berlin war aufgrund des Vier-Mächte-Status nicht Teil der DDR. Dort wurde die DDR-Gerichtsstruktur mit der Verordnung des Ost-Berliner Magistrats vom 21. November 1952 über die Verfassung der Gerichte von Groß-Berlin  festgelegt. Das Bezirksgericht trug hier den Namen Stadtgericht (C 2, Littenstraße 14/15); die Kreisgerichte führten die Bezeichnung Stadtbezirksgericht. Ursprünglich gab es hiervon acht (für jeden Stadtbezirk eines), mit der Erhöhung der Zahl der Stadtbezirke auf elf stieg entsprechend auch die Zahl der Stadtbezirksgerichte.
Das Kammergericht (Ost-)Berlin (ebenfalls C 2, Littenstraße 14/15) war Oberstes Gericht von Groß-Berlin bis zum 27. November 1959, als es durch das Oberste Gericht der DDR ersetzt und aufgelöst wurde.
| Stadtbezirk      | Stadtbezirksgericht | Bemerkungen                               |
| ---------------- | ------------------- | ----------------------------------------- |
| Mitte            | Mitte               |                                           |
| Prenzlauer Berg  | Prenzlauer Berg     |                                           |
| Friedrichshain   | Friedrichshain      |                                           |
| Pankow           | Pankow              |                                           |
| Weißensee        | Weißensee           | 1986 um Teile Pankow erweitert            |
| Hohenschönhausen | Hohenschönhausen    | 1985 aus Teilen Weißensees neu gebildet   |
| Lichtenberg      | Lichtenberg         |                                           |
| Marzahn          | Marzahn             | 1979 aus Teilen Lichtenbergs neu gebildet |
| Hellersdorf      | Hellersdorf         | 1986 aus Teilen Marzahns neu gebildet     |
| Treptow          | Treptow             |                                           |
| Köpenick         | Köpenick            |                                           |

Außerdem bestanden
- von 1953[17] bis 1963[18] das Stadtarbeitsgericht und die Stadtbezirksarbeitsgerichte (alle Georgenkirchplatz 2–10),[19]
- von 1952[20] bis 1990 im Rahmen des Staatlichen Vertragsgerichts das Vertragsgericht der Hauptstadt Berlin (Behrenstraße 42–45).

## Land Berlin (1990–heute)

### Bildung einer einheitlichen Gerichtsstruktur
Nach der politischen Wende war es notwendig, eine einheitliche Gerichtsstruktur für ganz Berlin festzulegen und gleichzeitig die DDR-Justiz personell und organisatorisch in rechtsstaatliche Strukturen zu überführen. Hierzu ging man zweistufig vor: In einem ersten Schritt wurden zum 3. Oktober 1990 die Stadtbezirksgerichte aufgehoben. Es verblieben die sieben West-Berliner Amtsgerichte, deren Sprengel um die Ost-Berliner Bezirke erweitert wurden. Die Stadtbezirksgerichte wurden als Zweigstellen dieser Gerichte weitergeführt. In einem zweiten Schritt wurden 1991 fünf Amtsgerichte in den ehemals Ost-Berliner Bezirken errichtet, um eine Gesamtberliner Gerichtsorganisation zu erhalten. Mit dem Gesetz über die Zuständigkeit der Berliner Gerichte vom 25. September 1990 entstand daher folgende Gerichtsstruktur:
| Amtsgericht         | Bezirke (West)                   | Bezirke (Ost)                          |
| ------------------- | -------------------------------- | -------------------------------------- |
| Charlottenburg      | Charlottenburg, Wilmersdorf      | Pankow, Weißensee                      |
| Neukölln            | Neukölln                         | Treptow, Köpenick                      |
| Schöneberg          | Schöneberg, Steglitz, Zehlendorf | Hohenschönhausen, Marzahn, Hellersdorf |
| Spandau             | Spandau                          | -                                      |
| Tempelhof-Kreuzberg | Tempelhof, Kreuzberg             | Friedrichshain, Lichtenberg            |
| Tiergarten          | Tiergarten                       | -                                      |
| Wedding             | Wedding, Reinickendorf           | Mitte, Prenzlauer Berg                 |

Mit dem ersten Gesetz zur Änderung des Gesetzes über die Zuständigkeit der Berliner Gerichte vom 21. Oktober 1991 entstanden dann zusätzlich zum 1. November 1991 folgende Gerichte:
| Amtsgericht                          | Bezirke                                |
| ------------------------------------ | -------------------------------------- |
| Pankow/Weißensee (Sitz in Weißensee) | Pankow, Weißensee                      |
| Lichtenberg                          | Lichtenberg                            |
| Köpenick                             | Köpenick, Treptow                      |
| Mitte                                | Mitte, Friedrichshain, Prenzlauer Berg |
| Hohenschönhausen                     | Hohenschönhausen, Marzahn, Hellersdorf |

Das Amtsgericht Hohenschönhausen wurde zum 1. Januar 2009 eine Zweigstelle des Amtsgerichts Lichtenberg. Diese wurde zum 2. April 2012 geschlossen. Der Grund war die Baufälligkeit des Gerichtsgebäudes.
Bezüglich der Obergerichte wurde der Sprengel des Landgerichtes und des Kammergerichts auf den Ost-Teil von Berlin ausgedehnt. Das Ost-Kammergericht wurde aufgehoben. Mit dem Gesetz über den Verfassungsgerichtshof von Berlin vom 8. November 1990 entstand der Verfassungsgerichtshof des Landes Berlin.
Zum 1. Januar 2024 wurde das vormalige Landgericht Berlin in zwei eigenständige Landgerichte für Strafsachen, das Landgericht Berlin I, und Zivilsachen, das Landgericht Berlin II, aufgeteilt.

### Gegenwärtige Gerichtsorganisation
| Gerichtsbarkeit              | Obere Landesgerichte                                                                  | Untere Landesgerichte                                                                                       | Untere Landesgerichte                                        | Gerichtsbezirk (Zuständigkeit)                                                                         |
| ---------------------------- | ------------------------------------------------------------------------------------- | --- | ------------------------------------------------------------ | --- |
| Verfassungs- gerichtsbarkeit | Verfassungsgerichtshof des Landes Berlin (9 Mitglieder)                               | — | —                                                            | Land Berlin                                                                                            |
| Ordentliche Gerichtsbarkeit  | Kammergericht (Oberlandesgericht) 141,0 Richterstellen 28 Zivil-/6 Strafsenate        | Landgericht Berlin I 194,0 Richterstellen 51 große Strafkammern 25 kleine Strafkammern 25 Strafvollstr'kam. | Amtsgericht Tiergarten 204,392 Richterstellen                | Land Berlin (Strafsachen)                                                                              |
| Ordentliche Gerichtsbarkeit  | Kammergericht (Oberlandesgericht) 141,0 Richterstellen 28 Zivil-/6 Strafsenate        | Landgericht Berlin II 242,0 Richterstellen ca. 90 Zivilkammern                                              | Amtsgericht Charlottenburg 61,0 Richterstellen               | Bezirk Charlottenburg-Wilmersdorf; Registergericht, Verbraucherinsolvenzverfahren                      |
| Ordentliche Gerichtsbarkeit  | Kammergericht (Oberlandesgericht) 141,0 Richterstellen 28 Zivil-/6 Strafsenate        | Landgericht Berlin II 242,0 Richterstellen ca. 90 Zivilkammern                                              | Amtsgericht Köpenick 21,0 Richterstellen                     | Bezirk Treptow-Köpenick (einschl. Familiensachen)                                                      |
| Ordentliche Gerichtsbarkeit  | Kammergericht (Oberlandesgericht) 141,0 Richterstellen 28 Zivil-/6 Strafsenate        | Landgericht Berlin II 242,0 Richterstellen ca. 90 Zivilkammern                                              | Amtsgericht Kreuzberg 75,0 Richterstellen                    | Bezirk Friedrichshain-Kreuzberg und ehemaliger Bezirk Tempelhof; Familiengericht für die Mitte Berlins |
| Ordentliche Gerichtsbarkeit  | Kammergericht (Oberlandesgericht) 141,0 Richterstellen 28 Zivil-/6 Strafsenate        | Landgericht Berlin II 242,0 Richterstellen ca. 90 Zivilkammern                                              | Amtsgericht Lichtenberg 26,0 Richterstellen                  | Bezirke Lichtenberg und Marzahn-Hellersdorf                                                            |
| Ordentliche Gerichtsbarkeit  | Kammergericht (Oberlandesgericht) 141,0 Richterstellen 28 Zivil-/6 Strafsenate        | Landgericht Berlin II 242,0 Richterstellen ca. 90 Zivilkammern                                              | Amtsgericht Mitte 50,0 Richterstellen                        | Ortsteile Hansaviertel, Moabit, Mitte, Prenzlauer Berg und Tiergarten                                  |
| Ordentliche Gerichtsbarkeit  | Kammergericht (Oberlandesgericht) 141,0 Richterstellen 28 Zivil-/6 Strafsenate        | Landgericht Berlin II 242,0 Richterstellen ca. 90 Zivilkammern                                              | Amtsgericht Neukölln 19,5 Richterstellen                     | Bezirk Neukölln                                                                                        |
| Ordentliche Gerichtsbarkeit  | Kammergericht (Oberlandesgericht) 141,0 Richterstellen 28 Zivil-/6 Strafsenate        | Landgericht Berlin II 242,0 Richterstellen ca. 90 Zivilkammern                                              | Amtsgericht Pankow 38,5 Richterstellen                       | Bezirk Pankow ohne Ortsteil Prenzlauer Berg; Familiengericht für den Norden Berlins                    |
| Ordentliche Gerichtsbarkeit  | Kammergericht (Oberlandesgericht) 141,0 Richterstellen 28 Zivil-/6 Strafsenate        | Landgericht Berlin II 242,0 Richterstellen ca. 90 Zivilkammern                                              | Amtsgericht Schöneberg 50,0 Richterstellen                   | Bezirk Steglitz-Zehlendorf und ehemaliger Bezirk Schöneberg (einschl. Familiensachen)                  |
| Ordentliche Gerichtsbarkeit  | Kammergericht (Oberlandesgericht) 141,0 Richterstellen 28 Zivil-/6 Strafsenate        | Landgericht Berlin II 242,0 Richterstellen ca. 90 Zivilkammern                                              | Amtsgericht Spandau 17,5 Richterstellen                      | Bezirk Spandau                                                                                         |
| Ordentliche Gerichtsbarkeit  | Kammergericht (Oberlandesgericht) 141,0 Richterstellen 28 Zivil-/6 Strafsenate        | Landgericht Berlin II 242,0 Richterstellen ca. 90 Zivilkammern                                              | Amtsgericht Wedding 35,0 Richterstellen                      | Bezirk Reinickendorf und Ortsteile Wedding und Gesundbrunnen; Mahnverfahren in Berlin und Brandenburg  |
| Arbeitsgerichtsbarkeit       | Landesarbeitsgericht Berlin-Brandenburg (in Berlin) 24,0 Richterstellen / 26 Kammern  | Arbeitsgericht Berlin 47,0 Richterstellen / 40 Kammern                                                      | Arbeitsgericht Berlin 47,0 Richterstellen / 40 Kammern       | Länder Berlin und Brandenburg (LAG), Berlin (ArbG)                                                     |
| Verwaltungs- gerichtsbarkeit | Oberverwaltungsgericht Berlin-Brandenburg (in Berlin) 41,0 Richterstellen / 21 Senate | Verwaltungsgericht Berlin 150,0 Richterstellen / 51 Kammern                                                 | Verwaltungsgericht Berlin 150,0 Richterstellen / 51 Kammern  | Länder Berlin und Brandenburg (OVG), Berlin (VG)                                                       |
| Sozialgerichtsbarkeit        | Landessozialgericht Berlin-Brandenburg (in Potsdam) 58,0 Richterstellen / 36 Senate   | Sozialgericht Berlin 131,14 Richterstellen / ca. 180 Kammern                                                | Sozialgericht Berlin 131,14 Richterstellen / ca. 180 Kammern | Länder Berlin und Brandenburg (LSG), Berlin (SG)                                                       |
| Finanzgerichtsbarkeit        | Finanzgericht Berlin-Brandenburg (in Cottbus) 53,0 Richterstellen / 17 Senate         | — | —                                                            | Länder Berlin und Brandenburg                                                                          |